# Военно-воздушные силы Алжира
Военно-воздушные силы Алжира (араб. القوات الجوية الجزائرية‎; Al Quwwat al-Jawwiya al-Jaza’eriiya) — один из видов Вооружённых сил Алжира. ВВС Алжира предназначены для завоевания и удержания господства в воздухе, прикрытия важнейших политико-административных и экономических центров от ударов с воздуха и оказания авиационной поддержки сухопутным войскам.

## История
ВВС Алжира были созданы в 1962 году после провозглашения независимости страны. Они принимали ограниченное участие в арабо-израильских войнах 1967 и 1973 годов. Алжир традиционно закупал авиатехнику у СССР и в настоящее время продолжает военное сотрудничество с Россией.

## Пункты базирования
ВВС Алжира насчитывает 140 аэродромов. Главные пункты базирования расположены в Буфарике, Бу-Сфер и Тафаруи.

## Боевой состав
3 истребительно-бомбардировочные эскадрильи, 5 истребительных, 1 разведывательная, 2 патрульных, 1 электронной разведки, 2 транспортных, 2 транспортные-VIP, 3 учебных эскадрильи.
| Обозначение формирования или части                    | Вооружение и оснащение | Место расположения                         |
| ----------------------------------------------------- | ---------------------- | ------------------------------------------ |
| 110-я(120-я) истребительная эскадрилья                | МиГ-25                 | Ain Oussera (Айн Усэра)                    |
| 510-я разведывательная эскадрилья                     | МиГ-25Р Су-24МР        | Ain Oussera (Айн Усэра)                    |
| 153-я истребительная эскадрилья                       | МиГ-29СМТ              | Bechar-Oukda (Бэшар-Укда)                  |
| эскадрилья электронной разведки                       | Be1900D                | Буфарик                                    |
| 193-я(19-я) истребительная эскадрилья                 | МиГ-29СМТ              | Бусфер                                     |
| 143-я(140-я) истребительная эскадрилья                | МиГ-29СМТ              | Ouargla (Уаргла)                           |
| 113-я(11-я) истребительная эскадрилья                 | МиГ-29СМТ              | Tindouf (Тиндуф)                           |
| 274-я истребительно-бомбардировочная эскадрилья       | Су-24МК Су-30МКА       | Mecheira или Laghouat (Мэшэйра или Ларуат) |
| 284-я(28-я) истребительно-бомбардировочная эскадрилья | Су-24МК Су-30МКА       | Laghouat(Ларуат)                           |
| 294-я(29-я) истребительно-бомбардировочная эскадрилья | Су-24МК Су-30МКА       | Laghouat(Ларуат)                           |

## Техника и вооружение

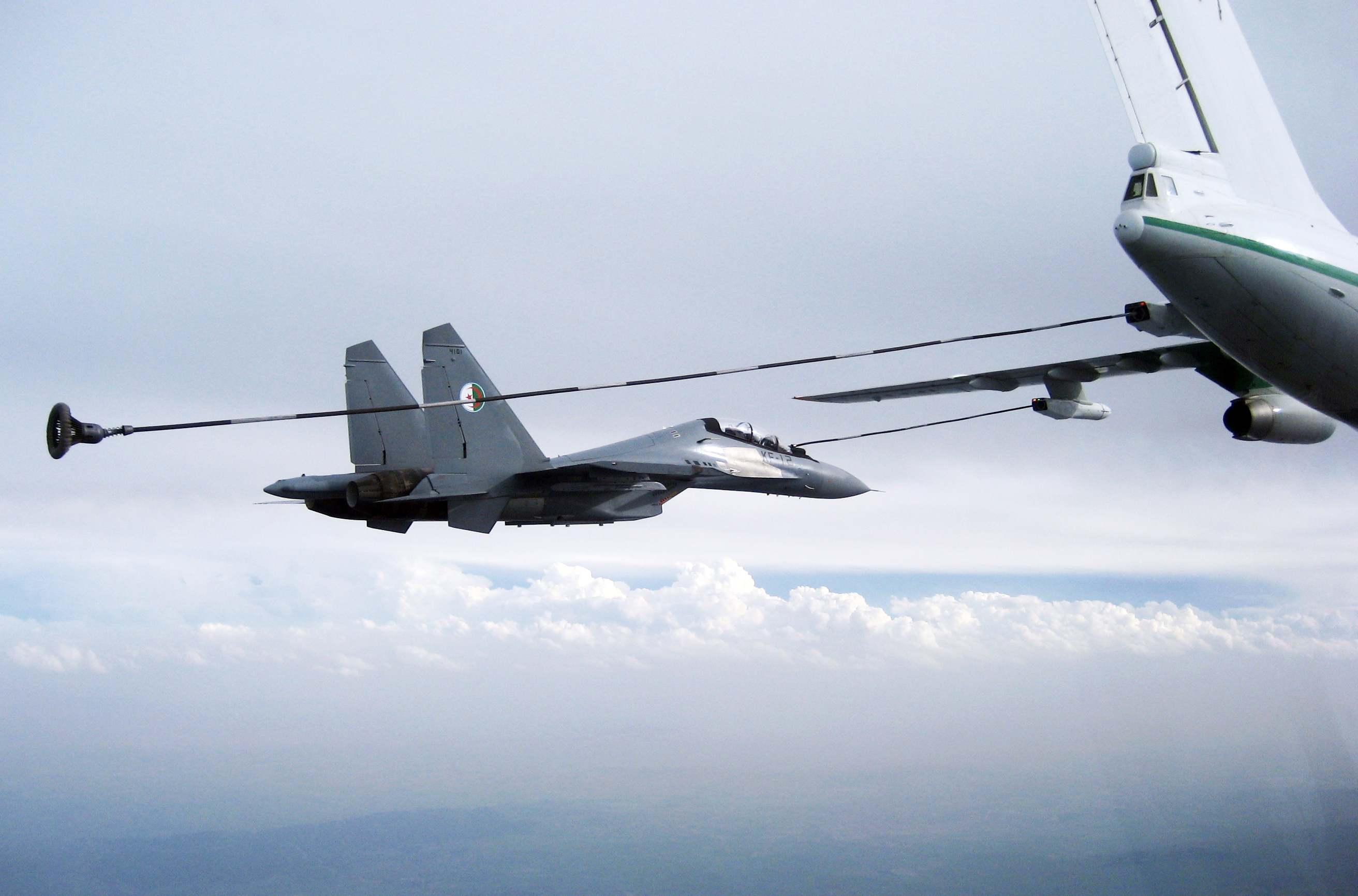
Cy-30MKA
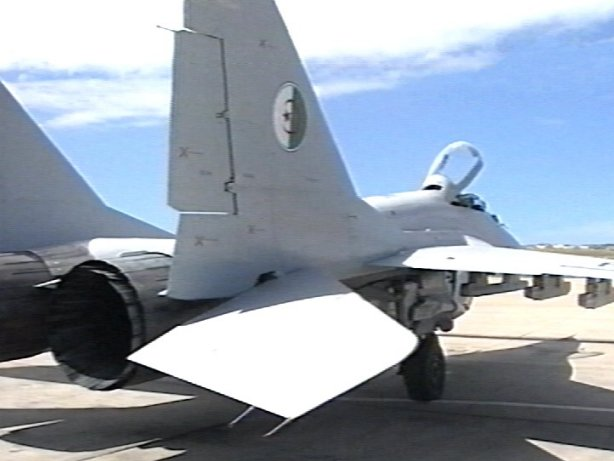
МиГ-29
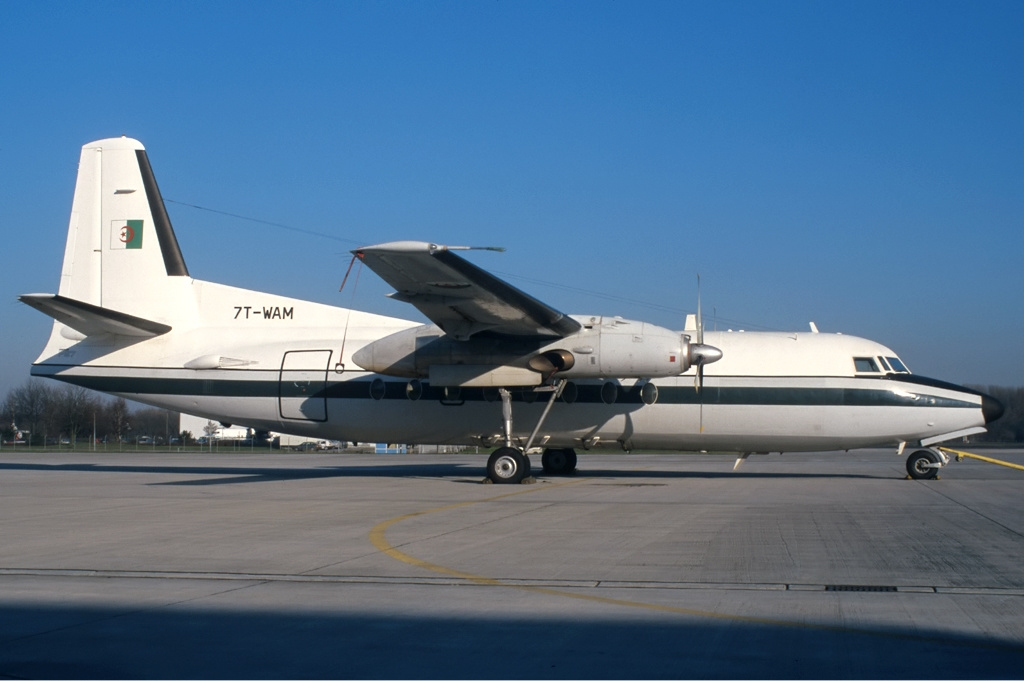
Fokker F27-400
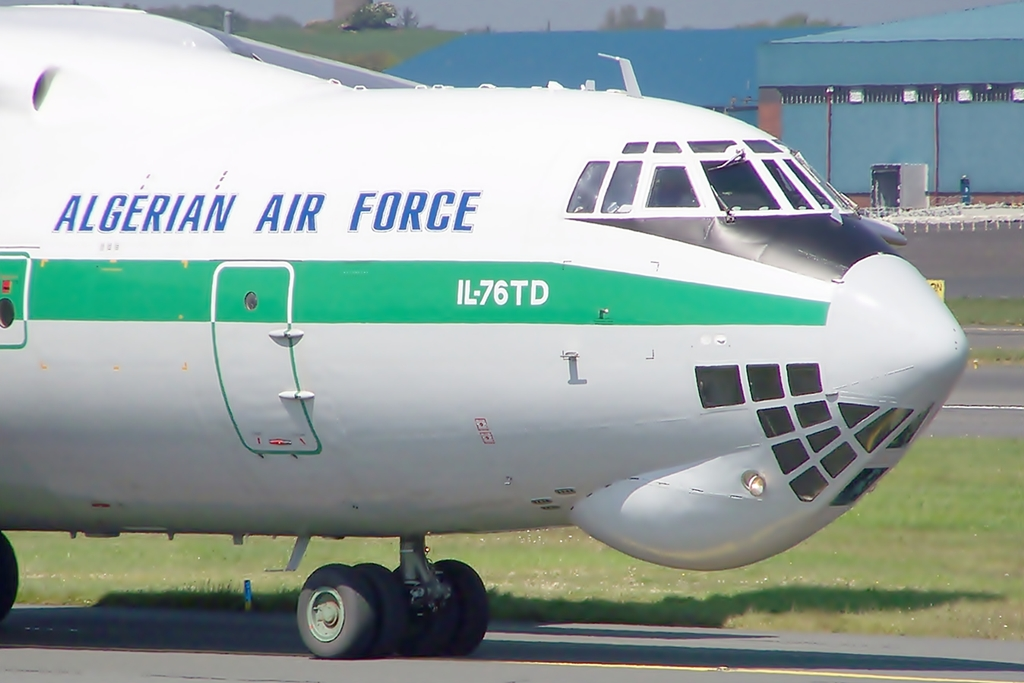
Ил-76
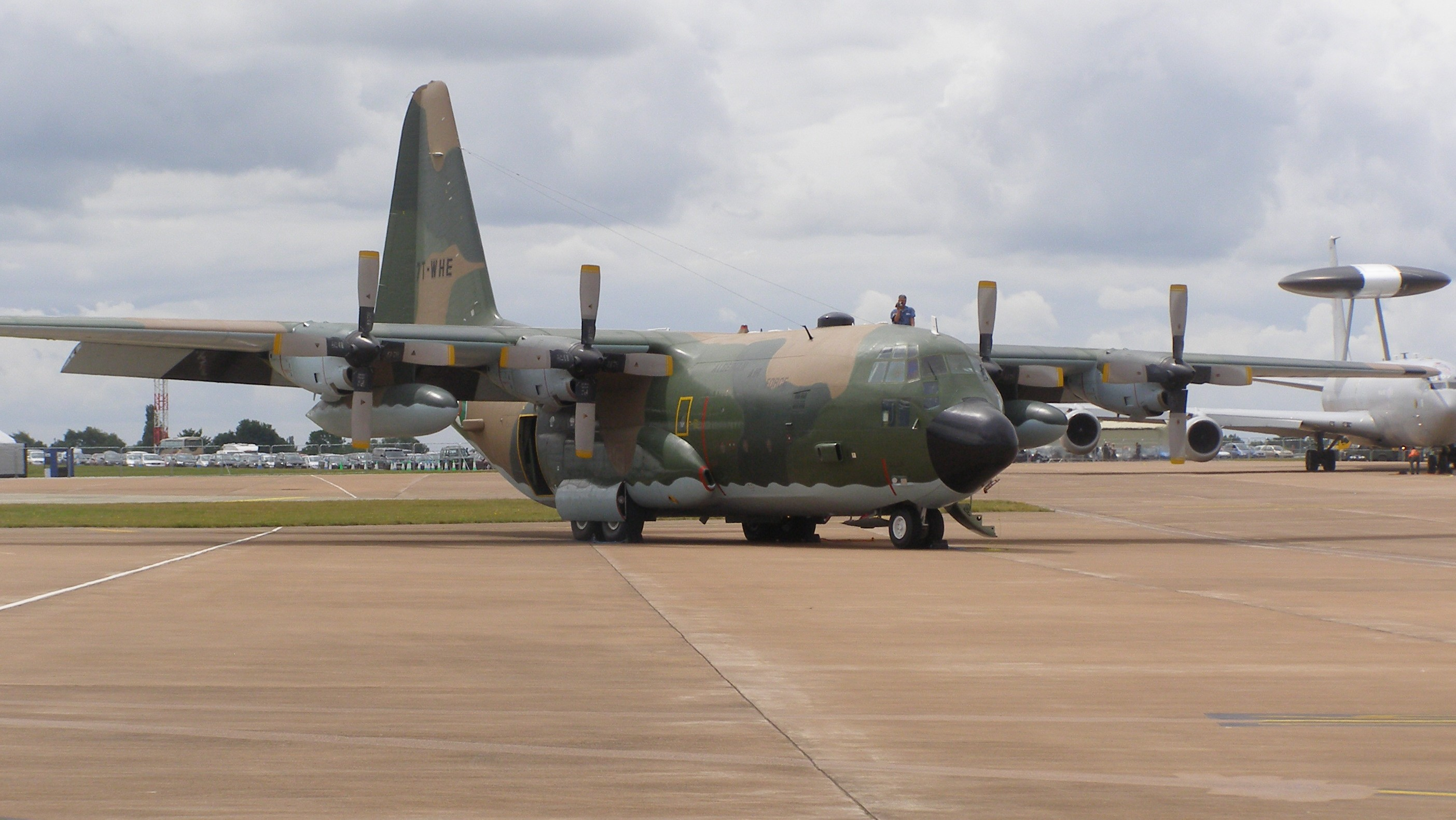
Lockheed C-130
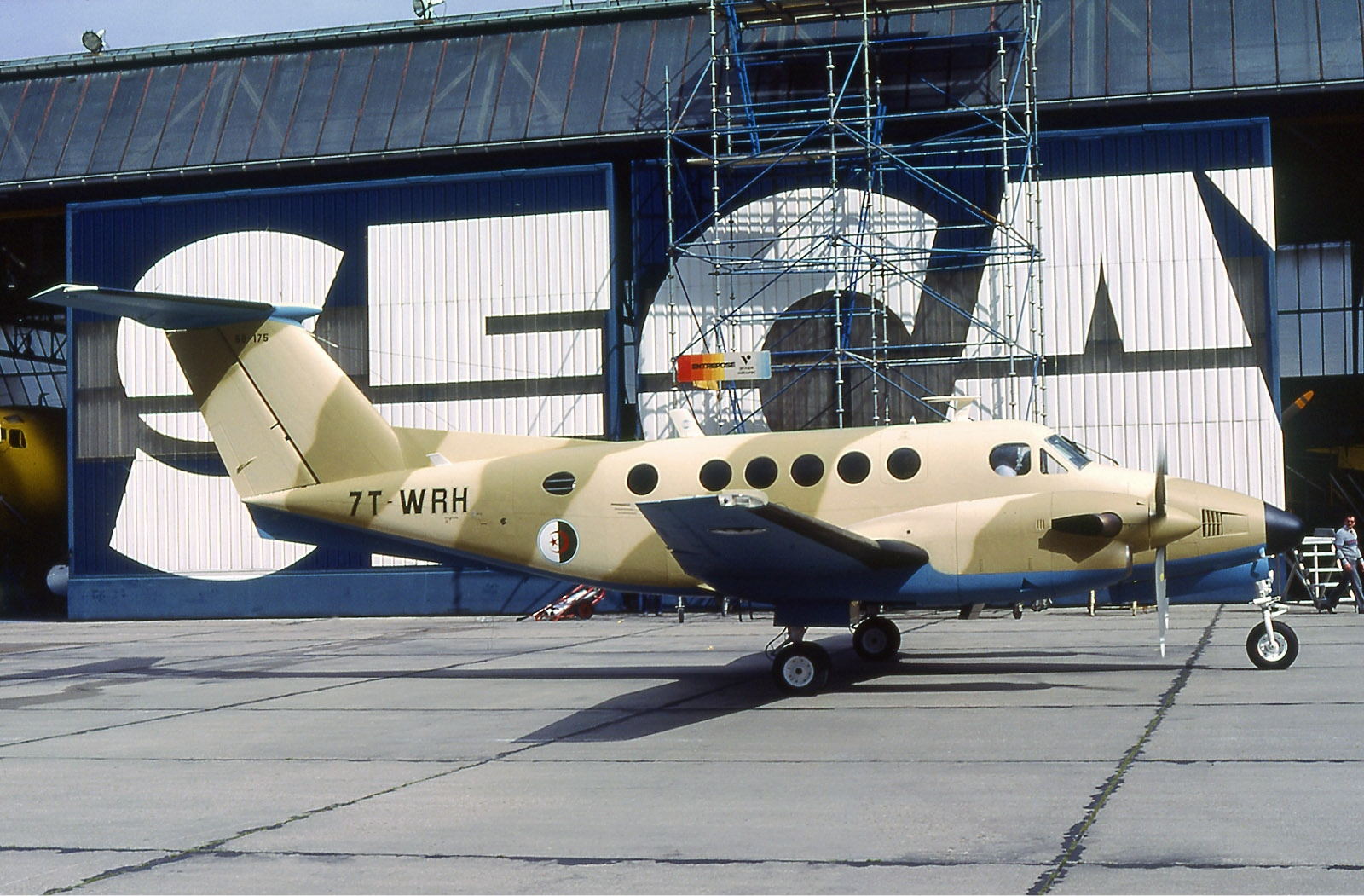
Beech 200

Данные о технике и вооружении ВВС Алжира взяты из сборника The Military Balance 2020
| Тип                           |                 | Производство     | Назначение                                 | Количество      | Примечания |                 |
| Боевые самолёты               | Боевые самолёты | Боевые самолёты  | Боевые самолёты                            | Боевые самолёты | Боевые самолёты | Боевые самолёты |
| ----------------------------- | --------------- | ---------------- | ------------------------------------------ | --------------- | --- | --------------- |
| Су-35                         |                 | Россия           | многоцелевой истребитель                   | 14              | Известно, что всего Алжир заказал 14 истребителей Су-35Э примерно в одно время в Египтом 2018. Позднее Су-35 в аналогичном египетском камуфляже заметили на авиабазе Умм-Эль-Буаги в Алжире 2025 |                 |
| Су-30МКА                      |                 | Россия           | многоцелевой истребитель                   | 44              | 28 Су-30 Поставлены в 2008-2009. Ещё 16 поставлены в 2012г. Еще 14 самолетов Су-30МКА были поставлены в 2016-2017 годах.                                                                         |                 |
| МиГ-25ПД                      |                 | СССР             | истребитель-перехватчик                    | 11              | |                 |
| МиГ-29С МиГ-29УБ              |                 | СССР             | многоцелевой истребитель учебно-боевой     | 23              | Бывшие украинские и белорусские МиГ-29. |                 |
| Су-24М/МК Су-24МР             |                 | СССР             | фронтовой бомбардировщик самолёт-разведчик | 33 3            | Су-24М поставлялся с 1990 из состава ВВС СССР. Самолёты Су-24МК модернизированы из строевых Су-24 ВВС России. Поставлены в 2001-2005                                                             |                 |
| Транспортные самолёты         |                 |                  |                                            |                 | |                 |
| Beech 90                      |                 | США              | общего назначения                          | 3               | |                 |
| CASA C-295                    |                 | Испания          | транспортный самолёт                       | 5               | |                 |
| Fokker F27-400                |                 | Нидерланды       | транспортный самолёт                       | 1               | |                 |
| Gulfstream GIII               |                 | США              | административный самолёт                   | 3               | |                 |
| Ил-76МД Ил-76ТД               |                 | СССР             | транспортный самолёт транспортный самолёт  | 3 8             | |                 |
| Ил-78                         |                 | СССР             | самолёт-топливозаправщик                   | 6               | |                 |
| C-130H C-130H-30 L-100-30     |                 | США              | транспортный самолёт транспортный самолёт  | 8 6 2           | 11 февраля 2014 года разбился Lockheed C-130H-30 с бортовым номером 7T-WHM, погибло 77 человек.                                                                                                  |                 |
| Pilatus PC-6                  |                 | Швейцария        | общего назначения                          | 2               | |                 |
| Beech 200 Beech 200 HISAR     |                 | США              | общего назначения морские патрульные       | 26              | 3 Beech C90B,5 Beech 200T, 6 Beech 300, 12 Beech 1900D |                 |
| Raytheon 1900D                |                 | США              | электронной разведки                       | 12              | |                 |
| Учебные самолёты              |                 |                  |                                            |                 | |                 |
| Aero Vodochody L-39ZA         |                 | Чехословакия     | учебно-боевой                              | 36              | |                 |
| Aero Vodochody L-39C          |                 | Чехословакия     | учебно-боевой                              | 7               | |                 |
| Zlin Z-142                    |                 | Чехословакия     | учебно-тренировочный                       | 40              | |                 |
| Як-130                        |                 | Россия           | учебно-тренировочный                       | 16              | |                 |
| Вертолёты                     |                 |                  |                                            |                 | |                 |
| Bell Helicopter Textron 412EP |                 | США              | многоцелевой вертолёт                      | 3               | |                 |
| Eurocopter AS355N             |                 | Франция Германия | многоцелевой вертолёт                      | 8               | |                 |
| Ми-17/Ми-8                    |                 | СССР             | многоцелевой вертолёт                      | 75              | |                 |
| Ми-28                         |                 | Россия           | Ударный вертолёт                           | более 14        | Заказано 42 вертолета |                 |
| Ми-26T2                       |                 | Россия           | Тяжелый многоцелевой транспортный вертолёт | 14              | Всего заказано 14 вертолётов |                 |

## Опознавательные знаки

Опознавательных знак ВВС Алжира

### Эволюция опознавательных знаков BBC Алжира
| Опознавательный знак | Знак на фюзеляж | Знак на киль | Когда использовался | Порядок нанесения |
| -------------------- | --------------- | ------------ | ------------------- | ----------------- |
|                      |                 |              | 1962 — 1964         |                   |
|                      |                 |              | c 1964              |                   |